# Zillimata scintillans
Genre
Espèce
Synonymes
- Storena scintillans O. Pickard-Cambridge, 1869

Zillimata scintillans, unique représentant du genre Zillimata, est une espèce d'araignées aranéomorphes de la famille des Zodariidae.

## Distribution
Cette espèce est endémique d'Australie.

## Description
Le mâle décrit par Jocqué en 1995 mesure 4,86 mm et les femelles de 4,81 à 7,24 mm.

## Publications originales
- O. Pickard-Cambridge, 1869 : Descriptions and sketches of some new species of Araneida, with characters of a new genus. Annals and Magazine of Natural History, sér. 4, vol. 3, p. 52-74 (texte intégral).
- Jocqué, 1995 : Notes on Australian Zodariidae (Araneae), I. New taxa and key to the genera. Records of the Australian Museum, vol. 47, p. 117-140 (texte intégral).